# Breutelia scoparia
Breutelia scoparia är en bladmossart som beskrevs av Georg Friedrich von Jaeger 1875. Breutelia scoparia ingår i släktet gullhårsmossor, och familjen Bartramiaceae. Inga underarter finns listade i Catalogue of Life.